# 1970年丹航空彗星型客機空難
1970年丹航空彗星型墜毀事件是丹航空一班的來回曼徹斯特至巴塞羅那航班，1970年7月3日，一架哈維蘭彗星型客機墜毀於加泰隆尼亞，造成112名乘客死亡。
這是丹航空第一個致命的空難，發生於英國旅遊運營商環球假期獲得期四年，價值250萬英鎊的包機航班。航班從伯明翰起飛，合同在1971年4月開始。